# Mohamed Bachar
Mohamed Bachar (ur. 11 czerwca 1992 w Agadezie) – piłkarz nigerski grający na pozycji obrońcy.

## Kariera klubowa
Swoją karierę piłkarską Bachar rozpoczął w klubie Akokana FC. W 2010 roku zadebiutował w jego barwach w nigerskiej Ligue 1. W latach 2011–2019 grał w AS Douanes Niamey. W sezonach 2012/2013 i 2014/2015 wywalczył z nim dwa mistrzostwa Nigru, a w sezonie 2015/2016 zdobył Puchar Nigru.

## Kariera reprezentacyjna
W reprezentacji Nigru Bachar zadebiutował 3 czerwca 2012 roku w wygranym 3:0 meczu eliminacji do MŚ 2014 z Gabonem, rozegranym w Niamey. W 2013 roku został powołany do kadry na Puchar Narodów Afryki 2013. Od 2012 do 2013 wystąpił w kadrze narodowej 12 razy.